# 目瑙纵歌
目瑙纵歌是景颇族的一种传统舞蹈，在中华人民共和国云南省德宏傣族景颇族自治州、缅甸克钦邦、印度阿鲁纳恰尔邦等地的景颇族（克钦族）聚居区流行。跳舞时，人群排成长龙，由“瑙双”带领，在目瑙纵歌场中围着“示栋”起舞。
景颇支系称“目瑙”，载瓦支系称“纵歌”，汉语将其合称“目瑙纵歌”。举行目瑙纵歌的节日称“目瑙纵歌节”，在每年的正月十五前后及尝新米季节（十月左右）举行。中国德宏州政府和缅甸克钦邦政府已将目瑙纵歌节列入法定节假日。